# شتيفان رويتر
ستيفان رويتر (بالألمانية: Stefan Reuter) من مواليد (16 أكتوبر 1966) في دينكلسبول، لاعب كرة قدم ألماني سابق ومدرب كرة قدم، لعب مع منتخب ألمانيا لكرة القدم وشارك في كأس العالم عام 1998.
يشغل حالياً منصب المدير العام لنادي آوغسبورغ منذ 2012.

## مسيرته الكروية
لعب شتيفان رويتر خلال مسيرته الاحترافية مع 4 أندية في عشرون موسمًا وسجل خلالها 28 هدفًا ضمن 555 مباراة. ولم يفز بأي موسم بالكأس وفاز في خمسة مواسم بالدوري.
خاض شتيفان رويتر مسيرته مع نادي نورنبرغ في موسم 1984–85 ليلعب معه أربعة مواسم، مشاركًا في 125 مباراة سجل خلالها 13 هدفًا. ثم انتقل إلى نادي بايرن ميونخ في موسم 1988–89 واستمر معه طيلة ثلاثة مواسم، حيث شارك في 95 مباراة سجل خلالها 4 أهداف. لينتقل بعدها إلى نادي يوفنتوس في موسم 1991–92 لمدة موسم واحد، مشاركًا في 28 مباراة ولم يسجل أي هدف. ثم انتقل إلى نادي بوروسيا دورتموند للفورميلا في موسم 1992–93 ليلعب معه اثنا عشر موسمًا، مشاركًا في 307 مباراة سجل خلالها 11 هدفًا.

## روابط خارجية
- شتيفان رويتر على موقع الاتحاد الدولي (مؤرشف)  (الإنجليزية)
- شتيفان رويتر على موقع الاتحاد الأوربي (الإنجليزية)
- شتيفان رويتر على موقع قاعدة بيانات كرة القدم.إي يو (الإنجليزية)
- شتيفان رويتر على موقع بيانات كرة القدم. دي إي (الألمانية)
- شتيفان رويتر على موقع ناشيونال فوتبول تيمز (الإنجليزية)
- شتيفان رويتر على موقع عالم كرة القدم.نت (الإنجليزية)
- شتيفان رويتر على موقع كووورة